# Nämdö
Nämdö é uma pequena ilha do arquipélago de Estocolmo, na província histórica da Södermanland . Pertence ao município de Värmdö, do Condado de Estocolmo . Tem uma área de 10 km 2, e uma população de 37 habitantes (2005).